# Coucal toulou
Centropus toulou
Espèce
Statut de conservation UICN

 LC  : Préoccupation mineure

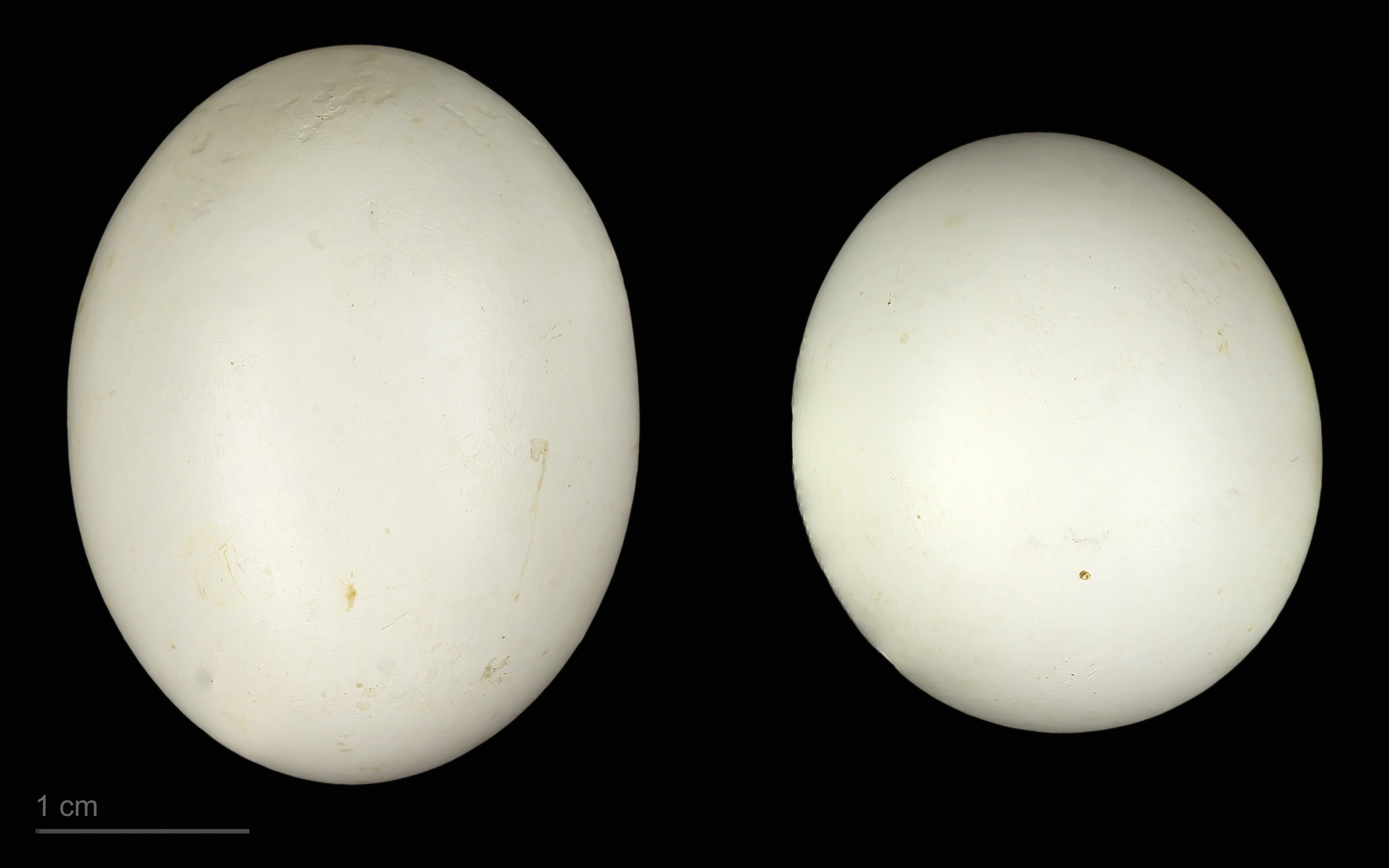
Centropus toulou - MHNT

Le Coucal toulou (Centropus toulou), Coucal de Madagascar ou Coucal malgache, est une espèce d'oiseaux  de la famille des Cuculidae.
Cet oiseau est présent à Madagascar et Aldabra.

## Description
Cet oiseau mesure de 45 à 50 cm. Ses tarses et ses doigts sont noirs. Ses iris sont rouges
Son plumage présente une variation saisonnière.
En plumage nuptial, la tête, le cou, le menton, la gorge et la queue sont noir brillant. Le bec est noir également. Les parties supérieures et inférieures du corps sont noires à l'exception du dos et des ailes roux vif.
En plumage internuptial, la tête, le cou, le menton, la gorge et le manteau sont noirs fortement striés de beige. Le bec est brun rosé. Le dos et les ailes sont roux. Le croupion, les sus-caudales et la queue sont noirs. Les parties inférieures présentent également cette coloration mais la poitrine est fortement striée de beige.
L'immature présente un plumage identique à celui de l'adulte en période internuptiale.
Le dimorphisme sexuel est très peu marqué : la femelle est légèrement plus grande que le mâle.